# 华北水利水电大学

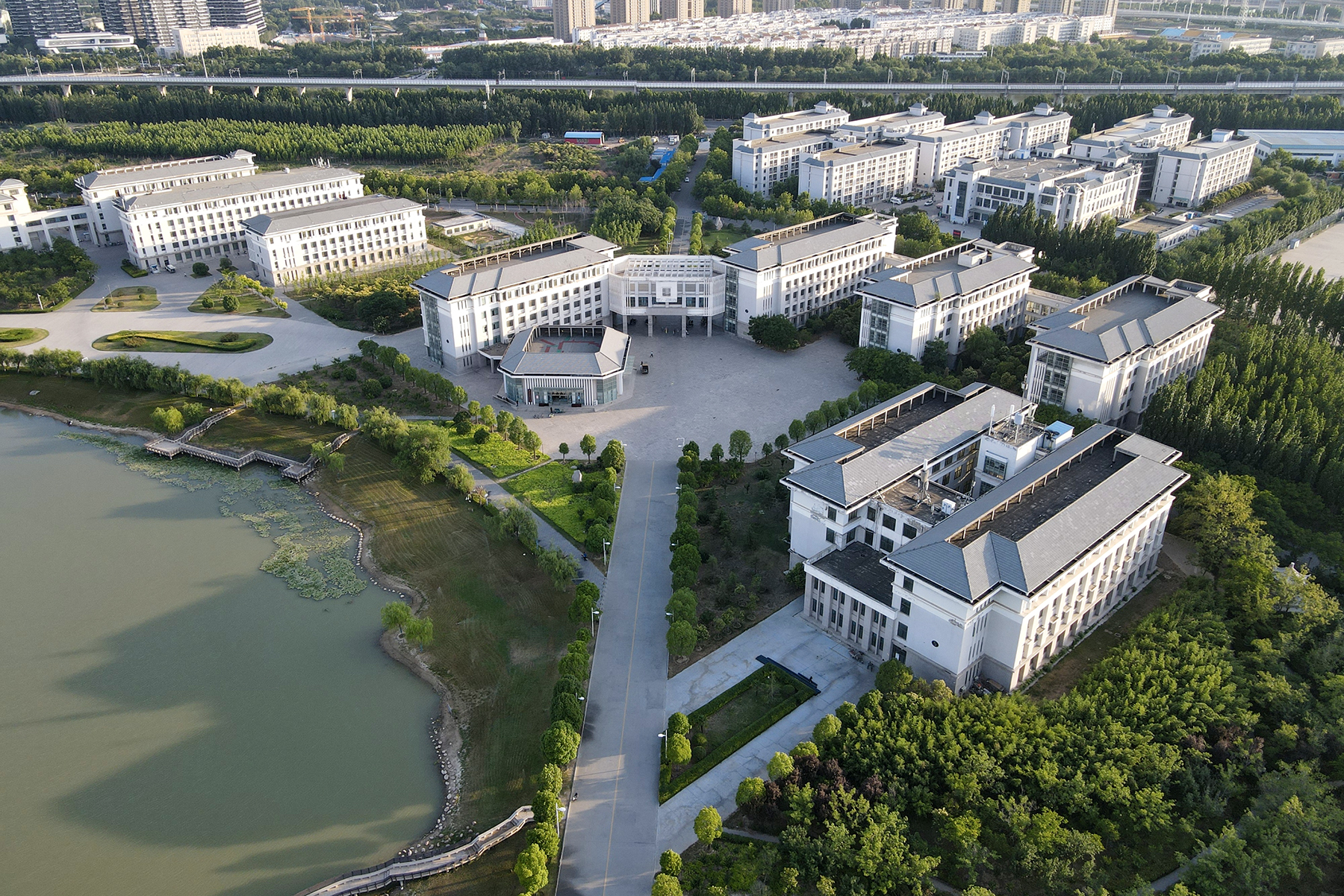
龙子湖校区俯瞰图

华北水利水电大学（英語：North China University of Water Resources and Electric Power，NCWU）原名华北水利水电学院，简称“华水”，是位于河南省郑州市的一所大学，前身为北京水利水电学院，现为河南省重点建设的骨干高等院校之一。华北水利水电大学是中华人民共和国水利部与河南省人民政府共同建立，是中国教育部“卓越工程师教育培养计划”高校，是中国首批硕士学位授予高校，教育部确定的“金砖国家网络大学”中方高校牵头单位。

## 学校概况
华北水利水电大学位于郑州市，是水利部与河南省共建高校，是河南省省属重点大学之一，一所以水利知名的高校。
1951年该校的前身北京水利水电学院正式建立，隶属水电部。主体先后在岳城水库和邯郸办学，改为河北水利水电学院。1978年更名为华北水利水电学院，1990年迁至河南省郑州市。2013年更名华北水利水电大学。

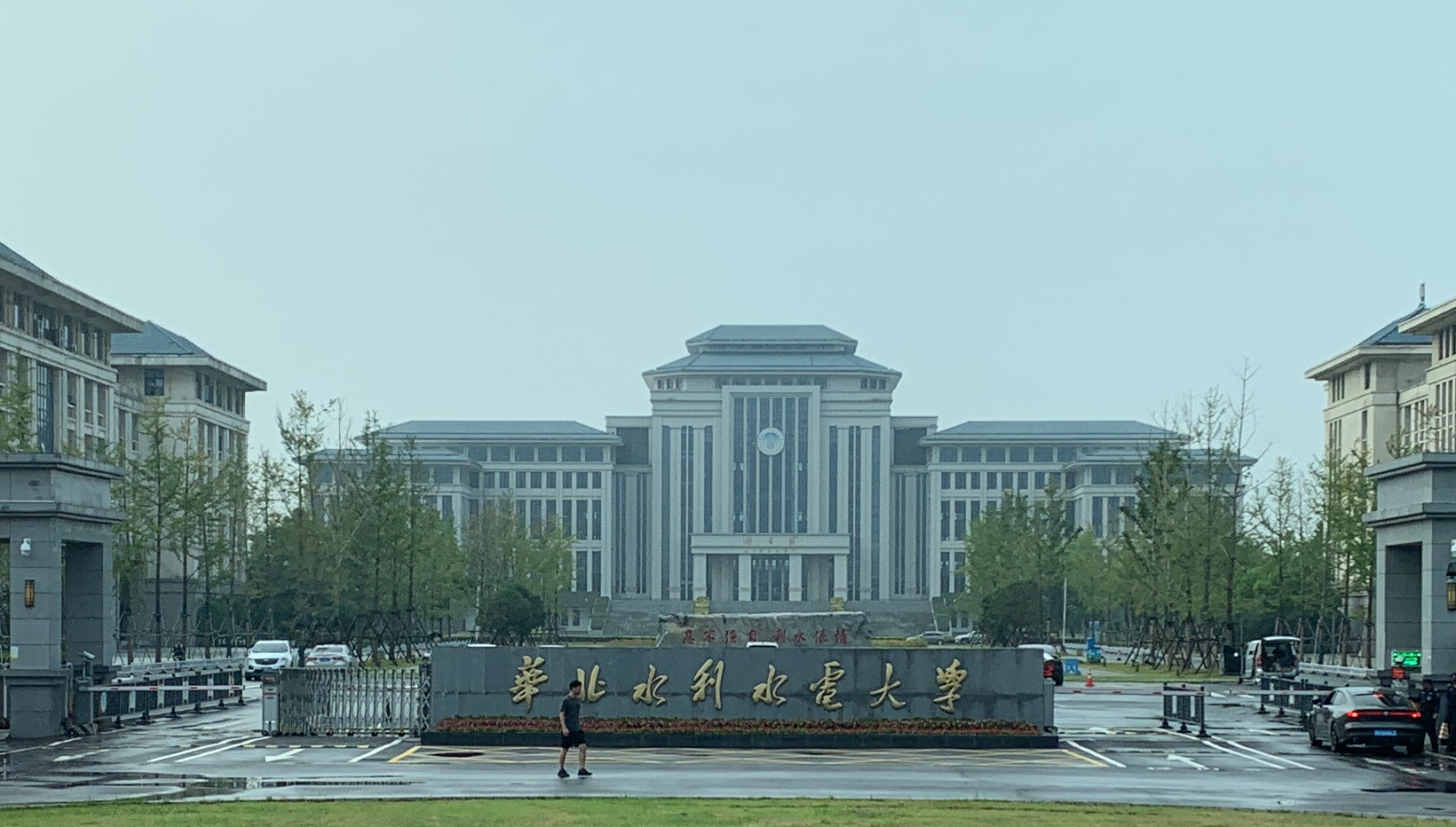
华北水利水电大学龙子湖校区

截止到2021年7月，共开设65个本科专业，拥有14个省级一级重点学科，4个博士学位授权一级学科，38个硕士学位授权一级学科和授权领域，现有全日制在校本科生、硕士博士研究生和外国留学生33000余人。拥有2个部级重点学科，3个省级一级重点学科，19个省级二级重点学科，5个省部级重点实验室。有花园校区（占地面积555亩）、龙子湖校区（占地面积1780亩）和江淮校区（占地面积1500亩）三个校区，建筑面积68万平方米。图书馆藏书200多万册，仪器设备总值2.1亿元。

## 历史沿革
1951年，当时的水利部部长傅作义主持创建了北京水利学校（隶属水利部），为新中国建国后第一所独立设置的中水利学校，此为华北水利水电大学之源头。
1952年，北京水力发电学校成立（隶属燃料工业部）。
1956年，北京水力发电函授学院成立（隶属电力工业部）。
1958年10月6日，在一些水利专家的牵头下，北京水利学校与北京水利发电函授学院、北京水力发电学校三校合建北京水利水电学院。院长由北京水利水电科学研究院院长张子林兼任。学院隶属于水利电力部，本科4年制，设有水利工程建筑、水利机械2个系，下设6个专业。10月6日确定为校庆日。
1959年7月23日，恢复北京水力发电学校。
1960年，负责援建越南水利水电学院。
1963年，哈尔滨建筑工程学院河川枢纽及水电站建筑专业合并到北京水利水电学院。
1965年，开始招收培养研究生。
1966年4月，周恩来总理来河北地震地区视察，在座谈时了解到基层缺乏水利人才，于是提出了将北京水利水电学院从北京迁至邯郸的建议。
1969年，文化大革命期间，林彪发出战备疏散的“一号命令”，13所北京高校迁出北京，其中北京水利水电学院迁至河北省磁县岳城水库工地，后迁至邯郸市办学，更名河北水利水电学院。
1978年，更名为华北水利水电学院，并在原北京校址成立了华北水利水电学院北京研究生部。
1981年11月，国务院批准华北水利水电学院为首批硕士学位授予权单位。
1990年，迁至河南省郑州市办学。至此开始了地跨两省一市（河南省、河北省、北京市），一校四址的办学格局。
2000年，从水利部划归地方，以河南省管理为主。
2001年，华北水利水电学院北京研究生部并入北京工业大学。此次分离中华北水利水电学院损失了一大批教授和知名学者以及水利部、北京市、河北省重点实验室。
2003年，遗留邯郸的华北水利水电学院（邯郸）大专分部与当地高校合并组建河北工程学院（后更名河北工程大学）。
2009年，水利部与河南省签署共建华北水利水电学院战略协议，成为河南省第三所省部共建院校。
2009年11月，成为第十一批博士点立项单位。
2013年4月，更名为华北水利水电大学。
2013年7月，经国务院学位委员会第三十次会议审批通过，华北水利水电大学获批新增为博士学位授予单位。

## 院系设置
华北水利水电大学现有24个教学单位，30多个研究院（中心/所）。

现有教职工1,553人，其中专任教师1,207人，所占比例为78%，生师比为16.6:1。具有硕士以上学位教师1,025人，其中博士学位教师338人，占专任教师的比例为28%；教授153人，副教授362人。中国工程院院士顾金才、王浩、倪维斗、周丰峻、中国科学院院士王光谦为学校教授、双聘院士；以及刘光鼎、王思敬、林皋、赵国藩、李焯芬、厉以宁等百余名国内外知名学者、中国科学院或工程院院士担任学校兼职教授。
2019年，为加快学校学科建设，响应黄河流域生态治理与高质量发展，经校党委研究，华北水利水电大学决定成立水资源学院。水文与水资源工程、水务工程两个本科专业划归水资源学院。学院设院长1名，党委书记1名，党委副书记1名，副院长3名。黄河科学研究院与水资源学院合署办公，院长由水资源学院院长兼任。撤销水务研究院，其职能划归水资源学院。水利部水务研究培训中心与水文化研究中心合署办公，领导班子职数不变。
华北水利水电大学的24个教学单位详列如下：
- 水利学院
- 水资源学院
- 地球科学与工程学院
- 机械学院
- 土木与交通学院
- 机械学院
- 电力学院
- 环境与市政工程学院
- 建筑学院
- 管理与经济学院
- 信息工程学院
- 物理与电子学院
- 材料学院
- 数学与统计学院
- 外国语学院
- 法学院
- 马克思主义学院
- 体育教学部
- 人文艺术教育中心
- 国际教育学院
- 艺术与设计学院
- 公共管理学院
- 工程训练中心
- 乌拉尔学院

## 知名校友
- 刘慈欣，著名科幻小说作家。
- 侯捷，第九届全国政协常委、全国政协人口资源环境委员会主任，建设部原部长、党组书记，中共第十二届、十三届、十四届中央委员。
- 陈雷，原水利部部长，中共第十七、十八届中央委员会委员。
- 鄂竟平，前水利部部长，中共第十八届中央委员会委员。
- 李国英，前任安徽省省长，现任水利部部长，中共第十九、二十届中央委员会委员。
- 矫勇，曾任水利部副部长、党组副书记。
- 刘伟平，现任水利部副部长、党组成员。
- 苏立清，原全国总工会副主席、书记处书记。
- 宋密，国家电力监管委员会原副主席。
- 戴会超，长江学者。
- 李胜才，英国华威大学博导教授，国际上研究流体机械和空化现象的知名专家。
- 高占义，现任国际灌溉排水委员会主席。
- 魏群，钢结构研究知名专家。
- 何荣林，现任天津市第十二届政协副主席、党组成员。
- 汪成杰，少将，中国武警水电部队指挥部第一副主任，中共十三大代表。
- 刘松林，少将，武警水电部队指挥部副主任。
- 刘俊国，现任华北水利水电大学校长。